# Clasificación de UEFA para la Copa Mundial de Fútbol Playa FIFA 2019
La clasificación de la UEFA para la Copa Mundial de Fútbol Playa FIFA 2019 fue un torneo de fútbol playa que se desarrolló en el Complejo Olímpico Luzhniki de Moscú, Rusia, desde el 19 al 27 de julio de 2019, en el que se determinaron los cinco equipos clasificados de Europa. Fue la primera edición que estuvo bajo el patrocinio de la UEFA.
Los 20 equipos participantes fueron divididos en 5 grupos de 4 integrantes. Tras una ronda de todos contra todos, clasificaron dieciséis equipos que serán emparejados para definir a ocho clasificados, que posteriormente fueron nuevamente divididos en cuatro grupos de cuatro participantes sobre la base de sus resultados. El mejor de cada grupo clasificó a la copa mundial y también definió el campeón del torneo, mientras que el tercer lugar de los dos grupos disputó un play-off para el quinto cupo europeo al mundial.

## Equipos participantes
| Alemania    | Francia    | Lituania | República Checa |
| Azerbaiyán  | Hungría    | Moldavia | Rusia           |
| Bielorrusia | Italia     | Noruega  | Suiza           |
| Estonia     | Kazajistán | Polonia  | Turquía         |
| España      | Letonia    | Portugal | Ucrania         |

## Sede
La sede de los partidos fue en Moscú, Rusia.
- Todos los partidos se llevaron a cabo en un estadio especialmente diseñado en el área de la Plaza del Festival del Complejo Olímpico Luzhniki en el distrito de Khamovniki,[2] con una capacidad para 3.500 personas.[3]

## Calendario y resultados
En esta fase los veinte equipos fueron divididos en seis grupos de cuatro integrantes y buscaron la clasificación en una ronda de todos contra todos. Pasaron a la siguiente fase los tres primeros lugares de cada grupo y el mejor cuarto puesto.

#### Grupo A
| Equipo   | Pts | PJ | PG | PG+ | PG++ | PP | GF | GC | Dif |
| -------- | --- | -- | -- | --- | ---- | -- | -- | -- | --- |
| Rusia    | 9   | 3  | 3  | 0   | 0    | 0  | 18 | 5  | 13  |
| Hungría  | 5   | 2  | 1  | 1   | 0    | 1  | 6  | 8  | -2  |
| Alemania | 3   | 3  | 1  | 0   | 0    | 2  | 9  | 12 | -3  |
| Estonia  | 0   | 3  | 0  | 0   | 0    | 3  | 6  | 14 | -8  |

| Fecha                      | Lugar |          |                     | Resultado  |                     |          |
| -------------------------- | ----- | -------- | ------------------- | ---------- | ------------------- | -------- |
| 19 de julio de 2019, 14:45 | Moscú | Hungría  | Bandera de Hungría  | 2: 1 (t.s) | Bandera de Estonia  | Estonia  |
| 19 de julio de 2019, 20:30 | Moscú | Rusia    | Bandera de Rusia    | 6: 2       | Bandera de Alemania | Alemania |
| 20 de julio de 2019, 14:45 | Moscú | Alemania | Bandera de Alemania | 2: 3       | Bandera de Hungría  | Hungría  |
| 20 de julio de 2019, 20:00 | Moscú | Estonia  | Bandera de Estonia  | 2: 7       | Bandera de Rusia    | Rusia    |
| 21 de julio de 2019, 12:45 | Moscú | Alemania | Bandera de Alemania | 5: 3       | Bandera de Estonia  | Estonia  |
| 21 de julio de 2019, 16:45 | Moscú | Rusia    | Bandera de Rusia    | 5: 1       | Bandera de Hungría  | Hungría  |

#### Grupo B
| Equipo   | Pts | PJ | PG | PG+ | PG++ | PP | GF | GC | Dif |
| -------- | --- | -- | -- | --- | ---- | -- | -- | -- | --- |
| Portugal | 9   | 3  | 3  | 0   | 0    | 0  | 28 | 5  | 23  |
| Francia  | 6   | 3  | 2  | 0   | 0    | 1  | 12 | 7  | 5   |
| Moldavia | 2   | 3  | 0  | 1   | 0    | 2  | 7  | 20 | -13 |
| Noruega  | 0   | 3  | 0  | 0   | 0    | 3  | 4  | 19 | -15 |

| Fecha                      | Lugar |          |                     | Resultado  |                     |          |
| -------------------------- | ----- | -------- | ------------------- | ---------- | ------------------- | -------- |
| 19 de julio de 2019, 13:30 | Moscú | Francia  | Bandera de Francia  | 5: 2       | Bandera de Noruega  | Noruega  |
| 19 de julio de 2019, 18:45 | Moscú | Moldavia | Bandera de Moldavia | 3: 13      | Bandera de Portugal | Portugal |
| 20 de julio de 2019, 13:30 | Moscú | Francia  | Bandera de Francia  | 6: 2       | Bandera de Moldavia | Moldavia |
| 20 de julio de 2019, 18:45 | Moscú | Portugal | Bandera de Portugal | 12: 1      | Bandera de Noruega  | Noruega  |
| 22 de julio de 2019, 14:45 | Moscú | Noruega  | Bandera de Noruega  | 1: 2 (t.s) | Bandera de Moldavia | Moldavia |
| 22 de julio de 2019, 20:00 | Moscú | Portugal | Bandera de Portugal | 3: 1       | Bandera de Francia  | Francia  |

#### Grupo C
| Equipo          | Pts | PJ | PG | PG+ | PG++ | PP | GF | GC | Dif |
| --------------- | --- | -- | -- | --- | ---- | -- | -- | -- | --- |
| Italia          | 9   | 3  | 3  | 0   | 0    | 0  | 19 | 4  | 15  |
| Polonia         | 6   | 3  | 2  | 0   | 0    | 1  | 7  | 8  | -1  |
| Kazajistán      | 3   | 3  | 1  | 0   | 0    | 2  | 7  | 10 | -3  |
| República Checa | 0   | 3  | 0  | 0   | 0    | 3  | 5  | 16 | -11 |

| Fecha                      | Lugar |                 |                            | Resultado |                            |                 |
| -------------------------- | ----- | --------------- | -------------------------- | --------- | -------------------------- | --------------- |
| 19 de julio de 2019, 12:15 | Moscú | Polonia         | Bandera de Polonia         | 3: 2      | Bandera de República Checa | República Checa |
| 19 de julio de 2019, 17:30 | Moscú | Kazajistán      | Bandera de Kazajistán      | 2: 5      | Bandera de Italia          | Italia          |
| 20 de julio de 2019, 12:15 | Moscú | Polonia         | Bandera de Polonia         | 3: 2      | Bandera de Kazajistán      | Kazajistán      |
| 20 de julio de 2019, 17:30 | Moscú | Italia          | Bandera de Italia          | 10: 1     | Bandera de República Checa | República Checa |
| 22 de julio de 2019, 13:30 | Moscú | República Checa | Bandera de República Checa | 2: 3      | Bandera de Kazajistán      | Kazajistán      |
| 22 de julio de 2019, 18:45 | Moscú | Italia          | Bandera de Italia          | 4: 1      | Bandera de Polonia         | Polonia         |

#### Grupo D
| Equipo     | Pts | PJ | PG | PG+ | PG++ | PP | GF | GC | Dif |
| ---------- | --- | -- | -- | --- | ---- | -- | -- | -- | --- |
| España     | 6   | 2  | 2  | 0   | 0    | 0  | 18 | 7  | 11  |
| Azerbaiyán | 3   | 2  | 1  | 0   | 0    | 1  | 8  | 11 | -3  |
| Letonia    | 0   | 2  | 0  | 0   | 0    | 2  | 3  | 11 | -8  |
| Ucrania 1  | 0   | 0  | 0  | 0   | 0    | 0  | 0  | 0  | 0   |

| Fecha                      | Lugar |         |                    | Resultado |                       |            |
| -------------------------- | ----- | ------- | ------------------ | --------- | --------------------- | ---------- |
| 19 de julio de 2019, 16:15 | Moscú | España  | Bandera de España  | 8: 2      | Bandera de Letonia    | Letonia    |
| 21 de julio de 2019, 15:30 | Moscú | España  | Bandera de España  | 10: 5     | Bandera de Azerbaiyán | Azerbaiyán |
| 22 de julio de 2019, 12:15 | Moscú | Letonia | Bandera de Letonia | 1: 3      | Bandera de Azerbaiyán | Azerbaiyán |

#### Grupo E
| Equipo      | Pts | PJ | PG | PG+ | PG++ | PP | GF | GC | Dif |
| ----------- | --- | -- | -- | --- | ---- | -- | -- | -- | --- |
| Suiza       | 6   | 3  | 2  | 0   | 0    | 1  | 14 | 5  | 9   |
| Bielorrusia | 5   | 2  | 1  | 0   | 2    | 0  | 11 | 8  | 3   |
| Lituania    | 3   | 3  | 0  | 0   | 0    | 2  | 6  | 11 | -5  |
| Turquía     | 0   | 3  | 0  | 0   | 0    | 3  | 5  | 12 | -7  |

| Fecha                      | Lugar |             |                        | Resultado     |                        |             |
| -------------------------- | ----- | ----------- | ---------------------- | ------------- | ---------------------- | ----------- |
| 20 de julio de 2019, 11:00 | Moscú | Bielorrusia | Bandera de Bielorrusia | 6: 3          | Bandera de Turquía     | Turquía     |
| 20 de julio de 2019, 16:15 | Moscú | Lituania    | Bandera de Lituania    | 1: 8          | Bandera de Suiza       | Suiza       |
| 21 de julio de 2019, 10:15 | Moscú | Bielorrusia | Bandera de Bielorrusia | 3: 3 (2:0 p.) | Bandera de Lituania    | Lituania    |
| 21 de julio de 2019, 14:15 | Moscú | Suiza       | Bandera de Suiza       | 4: 2          | Bandera de Turquía     | Turquía     |
| 22 de julio de 2019, 11:00 | Moscú | Turquía     | Bandera de Turquía     | 0: 2          | Bandera de Lituania    | Lituania    |
| 22 de julio de 2019, 16:15 | Moscú | Suiza       | Bandera de Suiza       | 2: 2 (2:3 p.) | Bandera de Bielorrusia | Bielorrusia |

### Mejores cuartos
| Equipo          | Gr | Pts | PJ | PG | PG+ | PG++ | PP | GF | GC | Dif |
| --------------- | -- | --- | -- | -- | --- | ---- | -- | -- | -- | --- |
| Turquía         | E  | 0   | 3  | 0  | 0   | 0    | 3  | 5  | 12 | -7  |
| Estonia         | A  | 0   | 3  | 0  | 0   | 0    | 3  | 6  | 14 | -8  |
| República Checa | C  | 0   | 3  | 0  | 0   | 0    | 3  | 5  | 16 | -11 |
| Noruega         | B  | 0   | 3  | 0  | 0   | 0    | 3  | 4  | 19 | -15 |

## Segunda fase
De acuerdo con los resultados de la primera fase de grupos, los equipos se dividieron en cuatro bombos de acuerdo con los lugares ocupados y la clasificación mundial. Los primeros lugares, así como los tres mejores segundos lugares, fueron los bombos 1 y 2. En este caso, la división en estas dos bombos se llevó a cabo de acuerdo con la clasificación. Los segundos puestos restantes, todos los terceros y los mejores cuartos, fueron en los bombos 3 y 4. Una vez más, fue el ranking mundial el que determinó qué equipo estará entre los cuatro primeros.

### Bombos
| Bombo 1                                      | Bombo 2                                             | Bombo 3                                                  | Bombo 4                                                  |
| -------------------------------------------- | --------------------------------------------------- | -------------------------------------------------------- | -------------------------------------------------------- |
| Portugal (2) Rusia (3) Italia (6) España (7) | Suiza (9) Polonia (24) Francia (32) Azerbaiyán (36) | Bielorrusia (29) Alemania (33) Hungría (35) Turquía (40) | Kazajistán (51) Moldavia (54) Lituania (59) Letonia (91) |

### Octavos de final
| Fecha                      | Lugar |            |                       | Resultado     |                        |             |
| -------------------------- | ----- | ---------- | --------------------- | ------------- | ---------------------- | ----------- |
| 23 de julio de 2019, 11:00 | Moscú | Azerbaiyán | Bandera de Azerbaiyán | 3: 3 (2:1 p.) | Bandera de Hungría     | Hungría     |
| 23 de julio de 2019, 12:15 | Moscú | Suiza      | Bandera de Suiza      | 8: 2          | Bandera de Turquía     | Turquía     |
| 23 de julio de 2019, 13:30 | Moscú | Polonia    | Bandera de Polonia    | 3: 2          | Bandera de Alemania    | Alemania    |
| 23 de julio de 2019, 14:45 | Moscú | Francia    | Bandera de Francia    | 1: 4          | Bandera de Bielorrusia | Bielorrusia |
| 23 de julio de 2019, 16:15 | Moscú | Italia     | Bandera de Italia     | 12: 4         | Bandera de Kazajistán  | Kazajistán  |
| 23 de julio de 2019, 17:30 | Moscú | Portugal   | Bandera de Portugal   | 10: 1         | Bandera de Lituania    | Lituania    |
| 23 de julio de 2019, 18:45 | Moscú | España     | Bandera de España     | 14: 2         | Bandera de Letonia     | Letonia     |
| 23 de julio de 2019, 20:00 | Moscú | Rusia      | Bandera de Rusia      | 8: 0          | Bandera de Moldavia    | Moldavia    |

### Segunda fase de grupos
En esta fase los 8 equipos fueron divididos en dos grupos de cuatro integrantes y buscaron la clasificación en una ronda de todos contra todos. Los primeros lugares de cada grupo clasificaron a la final y a la Copa Mundial de Fútbol Playa FIFA 2019, los segundos lugares disputaron el tercer lugar, los terceros de cada grupo disputaron un play-off de clasificación al mundial y los últimos lugares jugaron por el séptimo puesto.

#### Grupo 1
| Equipo      | Pts | PJ | PG | PG+ | PG++ | PP | GF | GC | Dif |
| ----------- | --- | -- | -- | --- | ---- | -- | -- | -- | --- |
| Italia      | 6   | 3  | 2  | 0   | 0    | 1  | 10 | 7  | 3   |
| Bielorrusia | 4   | 3  | 1  | 0   | 1    | 1  | 9  | 9  | 0   |
| Portugal    | 3   | 3  | 1  | 0   | 0    | 2  | 13 | 10 | 3   |
| Polonia     | 3   | 3  | 1  | 0   | 0    | 2  | 8  | 14 | -6  |

| Fecha                      | Lugar |             |                        | Resultado     |                        |             |
| -------------------------- | ----- | ----------- | ---------------------- | ------------- | ---------------------- | ----------- |
| 24 de julio de 2019, 16:15 | Moscú | Polonia     | Bandera de Polonia     | 1: 3          | Bandera de Italia      | Italia      |
| 24 de julio de 2019, 17:30 | Moscú | Bielorrusia | Bandera de Bielorrusia | 3: 2          | Bandera de Portugal    | Portugal    |
| 25 de julio de 2019, 16:15 | Moscú | Italia      | Bandera de Italia      | 3: 3 (2:3 p.) | Bandera de Bielorrusia | Bielorrusia |
| 25 de julio de 2019, 17:30 | Moscú | Portugal    | Bandera de Portugal    | 8: 3          | Bandera de Polonia     | Polonia     |
| 26 de julio de 2019, 16:15 | Moscú | Polonia     | Bandera de Polonia     | 4: 3          | Bandera de Bielorrusia | Bielorrusia |
| 26 de julio de 2019, 18:45 | Moscú | Portugal    | Bandera de Portugal    | 3: 4          | Bandera de Italia      | Italia      |

#### Grupo 2
| Equipo     | Pts | PJ | PG | PG+ | PG++ | PP | GF | GC | Dif |
| ---------- | --- | -- | -- | --- | ---- | -- | -- | -- | --- |
| Rusia      | 9   | 3  | 3  | 0   | 0    | 0  | 21 | 4  | 17  |
| Suiza      | 6   | 3  | 2  | 0   | 0    | 1  | 15 | 17 | -2  |
| España     | 3   | 3  | 1  | 0   | 0    | 2  | 16 | 18 | -2  |
| Azerbaiyán | 0   | 3  | 0  | 0   | 0    | 3  | 5  | 18 | -13 |

| Fecha                      | Lugar |            |                       | Resultado |                       |            |
| -------------------------- | ----- | ---------- | --------------------- | --------- | --------------------- | ---------- |
| 24 de julio de 2019, 18:45 | Moscú | Azerbaiyán | Bandera de Azerbaiyán | 3: 9      | Bandera de España     | España     |
| 24 de julio de 2019, 20:00 | Moscú | Suiza      | Bandera de Suiza      | 3: 9      | Bandera de Rusia      | Rusia      |
| 25 de julio de 2019, 18:45 | Moscú | Rusia      | Bandera de Rusia      | 6: 0      | Bandera de Azerbaiyán | Azerbaiyán |
| 25 de julio de 2019, 20:00 | Moscú | España     | Bandera de España     | 6: 9      | Bandera de Suiza      | Suiza      |
| 26 de julio de 2019, 17:30 | Moscú | Azerbaiyán | Bandera de Azerbaiyán | 2: 3      | Bandera de Suiza      | Suiza      |
| 26 de julio de 2019, 20:00 | Moscú | Rusia      | Bandera de Rusia      | 6: 1      | Bandera de España     | España     |

#### Séptimo puesto
| 27 de julio de 2019, 14:45 | Polonia | 13-3                      | Azerbaiyán                             | Complejo Olímpico Luzhniki, Moscú |                           |
|                            | Hajiyev 6' (a.g.) · Jesionowski 7', 24', 31', 36' · Baran 8', 35', 36' · Kubiak 12', 12', 25' (p) · Poźniak 23' · Mammadov 34' (a.g.) | ( 5:1, 3:2, 5:0 ) Reporte | 8', 23' Zeynalov · 23' (pen.) Mammadov | Árbitro(s): Roman Borisov         | Árbitro(s): Roman Borisov |

#### Quinto puesto
El ganador clasificó a la Copa Mundial de Fútbol Playa FIFA 2019.
| 27 de julio de 2019, 17:15 | Portugal                                                   | 5-5 (t. s.)(2-1 p.)        | España                                                           | Complejo Olímpico Luzhniki, Moscú |                              |
|                            | Leo Martins 9', 29', 30' · Gonçalves 31' · Rui Coimbra 37' | ( 1:2, 0:0, 4:3 ) Reporte  | 5' Chiky · 7' Chintas · 28', 37' Eduard · 30' (a.g.) Leo Martins | Árbitro(s): Gionni Matticoli      | Árbitro(s): Gionni Matticoli |
|                            |                                                            | Tiros desde el punto penal |                                                                  |                                   |                              |
|                            | Madjer · Lourenço                                          |                            | Llorenç · Eduard · Chiky                                         |                                   |                              |

#### Tercer puesto
| 27 de julio de 2019, 16:10 | Suiza                     | 2-6                       | Bielorrusia                                                 | Complejo Olímpico Luzhniki, Moscú |                                 |
|                            | Borer 1' · Steinemann 14' | ( 1:3. 1:3, 0:0 ) Reporte | 1', 13' Ryabko · 12' Samsonov · 14' Bokach · 18', 23' Hapon | Árbitro(s): Sergio Gomes Soares   | Árbitro(s): Sergio Gomes Soares |

#### Final
| 27 de julio de 2019, 18:30 | Italia   | 1-7                       | Rusia | Complejo Olímpico Luzhniki, Moscú        |                                          |
|                            | Gori 22' | ( 0:3. 1:3, 0:1 ) Reporte | 1' Krasheninnikov · 8' (a.g.) Ramacciotti · 12' Shkarin · 14' Chuzhkov · 18', 27' Zemskov · 21' Paporotnyi | Árbitro(s): Raul Martin Gonzalez Frances | Árbitro(s): Raul Martin Gonzalez Frances |

|                           |
| Campeón Rusia 2.do Título |

## Estadísticas
| Equipo | Equipo          | Pts | PJ | PG | PG+ | PG++ | PP | GF | GC | Dif | Rend |
| ------ | --------------- | --- | -- | -- | --- | ---- | -- | -- | -- | --- | ---- |
| 1      | Rusia           | 24  | 8  | 8  | 0   | 0    | 0  | 54 | 10 | +44 | 100% |
| 2      | Italia          | 18  | 8  | 6  | 0   | 0    | 2  | 42 | 21 | +21 | 80%  |
| 3      | Bielorrusia     | 15  | 8  | 4  | 0   | 3    | 1  | 30 | 20 | +10 | 75%  |
| 4      | Suiza           | 15  | 8  | 5  | 0   | 0    | 3  | 39 | 22 | +17 | 75%  |
| 5      | Portugal        | 16  | 8  | 5  | 0   | 1    | 1  | 56 | 21 | +35 | 77%  |
| 6      | España          | 12  | 6  | 3  | 0   | 0    | 3  | 53 | 32 | +21 | 60%  |
| 7      | Polonia         | 15  | 8  | 5  | 0   | 0    | 3  | 31 | 27 | +4  | 75%  |
| 8      | Azerbaiyán      | 4   | 8  | 1  | 0   | 1    | 6  | 19 | 45 | -26 | 44%  |
| 9      | Francia         | 6   | 4  | 2  | 0   | 0    | 2  | 13 | 11 | +2  | 50%  |
| 10     | Hungría         | 5   | 4  | 1  | 1   | 0    | 2  | 9  | 11 | -2  | 41%  |
| 11     | Alemania        | 3   | 4  | 1  | 0   | 0    | 3  | 11 | 15 | -3  | 33%  |
| 12     | Kazajistán      | 3   | 4  | 1  | 0   | 0    | 3  | 11 | 22 | -11 | 33%  |
| 13     | Lituania        | 3   | 4  | 1  | 0   | 0    | 3  | 7  | 21 | -14 | 33%  |
| 14     | Moldavia        | 2   | 4  | 0  | 1   | 0    | 3  | 7  | 28 | -21 | 22%  |
| 15     | Turquía         | 0   | 4  | 0  | 0   | 0    | 4  | 7  | 20 | -13 | 0%   |
| 16     | Letonia         | 0   | 4  | 0  | 0   | 0    | 4  | 5  | 25 | -20 | 0%   |
| 17     | Estonia         | 0   | 3  | 0  | 0   | 0    | 3  | 6  | 14 | -8  | 0%   |
| 18     | República Checa | 0   | 3  | 0  | 0   | 0    | 3  | 5  | 16 | -11 | 0%   |
| 19     | Noruega         | 0   | 3  | 0  | 0   | 0    | 3  | 4  | 19 | -15 | 0%   |
|        | Ucrania         | 0   | 0  | 0  | 0   | 0    | 0  | 0  | 0  | 0   | 0%   |

## Clasificados a la Copa Mundial de Fútbol Playa de 2019
| Bandera de Bielorrusia | Bandera de Italia | Bandera de Portugal | Bandera de Rusia | Bandera de Suiza |
| Bielorrusia            | Italia            | Portugal            | Rusia            | Suiza            |
| ---------------------- | ----------------- | ------------------- | ---------------- | ---------------- |